# Recomposed by Max Richter: Vivaldi – The Four Seasons
Recomposed by Max Richter: Vivaldi – The Four Seasons è un album di Max Richter del 2012 che ricompone e reinterpreta in chiave postminimalista i concerti per violino, archi e basso continuo de Le quattro stagioni di Antonio Vivaldi (tratte da Il cimento dell'armonia e dell'inventione, Op. 8 del 1725). Spring 1 e Summer 2 sono inclusi nella colonna sonora della serie televisiva L'amica geniale del 2018.

## Tracce
1. Spring 0 – 0:42
2. Spring 1 – 2:31
3. Spring 2 – 3:19
4. Spring 3 – 3:09
5. Summer 1 – 4:11
6. Summer 2 – 3:59
7. Summer 3 – 5:01
8. Autumn 1 – 5:42
9. Autumn 2 – 3:08
10. Autumn 3 – 1:45
11. Winter 1 – 3:01
12. Winter 2 – 2:51
13. Winter 3 – 4:39
14. Shadow 1 (Electronic Soundscapes by Max Richter) – 3:53
15. Shadow 2 (Electronic Soundscapes by Max Richter) – 2:30
16. Shadow 3 (Electronic Soundscapes by Max Richter) – 3:33
17. Shadow 4 (Electronic Soundscapes by Max Richter) – 2:33
18. Shadow 5 (Electronic Soundscapes by Max Richter) – 3:01
19. Spring 1 (Remixes - Max Richter Remix) – 4:58
20. Summer 3 (Remixes  - Robot Koch Remix) – 3:28
21. Autumn 3 (Remixes - Fear of Tigers Remix – Radio Edit) – 4:06
22. Winter 3 (Remixes - NYPC Remix) – 4:59

Durata totale: 76:59

## Orchestra
- Max Richter – missaggio, suoni addizionali
- André de Ridder – direttore d'orchestra
- Daniel Hope – violino solista
- Raphael Alpermann – clavicembalo
- Konzerthausorchester Berlin – orchestra
- Alexander Kahl – violoncello
- David Drost – violoncello
- Nerina Mancini – violoncello
- Ying Guo – violoncello
- Ernst-Martin Schmidt – viola
- Felix Korinth – viola
- Katja Plagens – viola
- Matthias Benker – viola
- Alicia Lagger – primo violino
- Christoph Kulicke – primo violino
- Karoline Bestehorn – primo violino
- Sayako Kusaka – primo violino (Konzertmeister)
- Cornelia Dill – secondo violino
- Jana Krämer – secondo violino
- Johannes Jahnel – secondo violino
- Ulrike Töppen – secondo violino
- Ronith Mues – arpa cromatica
- Georg Schwärsky – contrabbasso
- Jorge Villar Paredes – contrabbasso
- Sandor Tar – contrabbasso